# أبو همام البويضاني
عصام البويضاني الشهير بـ أبو همام البويضاني  قائد تنظيم جيش الإسلام التابع للمعارضة السورية المسلحة الحالي. عيّن في 25 ديسمبر 2015، خلفا لزهران علوش الذي قُتل مع اثنين من مرافقيه في غارة استهدفت موكبه بريف دمشق.
تقلد بويضاني عدة مناصب في جيش الإسلام أهمها قائد العمليات وقائد الألوية.